# Tăng Cách Lâm Thấm
Tăng Cách Lâm Thấm (chữ Hán: 僧格林沁, tiếng Mông Cổ: ᠰᠡᠩᠭᠡᠷᠢᠨᠼᠡᠨ, chữ Mông Cổ: Сэнгэринчен，tiếng Mãn: ᠰᡝᠩᡤᡝᡵᡳᠨᠴᡳᠨ, Möllendorff: senggerincin; 24 tháng 7 năm 1811 － 18 tháng 5 năm 1865), quý tộc Mông Cổ, người Khoa Nhĩ Thấm Tả Dực Hậu kỳ , thị tộc Bác Nhĩ Tế Cát Đặc, tướng lĩnh  nhà Thanh. Ông đã từng bắt được các tướng lĩnh khét tiếng của Thái Bình Thiên Quốc là Lâm Phượng Tường, Lý Khai Phương; tham gia vệ quốc trong chiến tranh Nha phiến lần thứ hai; bắt được thủ lĩnh tối cao của quân Niệp là Trương Lạc Hành.

## Thân thế
Tên của ông, trong tiếng Tây Tạng, 「僧格」(Wylie: sengge; ZWPY: སེང་གེ་) nghĩa là "sư tử", 「林沁」(Wylie: rinchen; ZWPY: རིན་ཆེན་） nghĩa là "báu vật". Sengge Rinchen là cháu đời thứ 26 của Cát Bố Đồ Cát Táp Nhĩ, em trai thứ hai của Thành Cát Tư Hãn . Dòng họ Borjigin (chuyển ngữ Hán:Bo'erjijin, Bột Nhi Chỉ Cân) của Thành Cát Tư Hãn đời nhà Thanh được chuyển ngữ Hán thành Bo'erqijite, tức Bác Nhĩ Tể Cát Đặc.
Ông sinh ra trong một gia đình Tứ đẳng Đài cát, cha là Tất Khải (Mãn ngữ) hay Bố Hòa Đức Lực Cách Nhĩ (Mông Cổ ngữ), được truy phong Bối lặc. Thuở nhỏ nhà nghèo, Tăng Cách Lâm Thấm từng theo cha đi chăn thuê cho nhà giàu. Năm 12 tuổi, ông được đưa đến học tập ở cung Văn Xương, thành cũ Xương Đồ.
Khoa Nhĩ Thấm Quận vương Tác Đặc Nạp Mộc Đa Bố Tể cưới Công chúa của Gia Khánh Đế (tức Hòa Thạc Trang Kính Công chúa). Công chúa không có con, Đạo Quang Đế tuyển chọn trong lứa con cháu của thị tộc Bác Nhĩ Tể Cát Đặc, thấy Tăng Cách Lâm Thấm dáng vẻ phi thường, lập làm người kế tự.
Năm Đạo Quang thứ 5 (1825), được tập phong tước Khoa Nhĩ Thấm Trát Tát Khắc Đa La Quận vương .

## Sự nghiệp

### Thăng tiến
Tháng 12 cùng năm, phụng mệnh hành tẩu tại Ngự tiền, được thưởng đeo Tam nhãn hoa linh.
Năm thứ 6 (1826), được thưởng dùng dây cương đỏ.
Năm thứ 9 (1829), được thưởng mặc Hoàng mã quái. Tháng 2 cùng năm, được mệnh làm Quản Thượng ngu bị dụng xứ sự. Tháng 9, được quản lý sự vụ Hỏa khí doanh.
Năm thứ 14 (1834), thụ chức Ngự tiền đại thần, Chính Bạch kỳ Lĩnh thị vệ Nội đại thần. Tháng 9, làm Hậu Hỗ Đại thần.
Tháng giêng năm thứ 15 (1835), được thay quyền Đô thống Mông Cổ Tương Hồng kỳ. Tháng 2, được sung làm Am đạt (Đốc lĩnh thị vệ), quản lý sự vụ Hổ Thương doanh. Tháng 7, được mệnh làm Tổng lý hành doanh. Tháng 12, làm Duyệt binh Đại thần.
Năm thứ 16 (1836), thụ chức Đô thống Mãn Châu Tương Bạch kỳ.
Năm thứ 17 (1837), được thưởng dùng dây cương vàng.
Năm thứ 21 (1841), tháng 9, điều làm làm Đô thống Mãn Châu Chính Hoàng kỳ.
Năm thứ 24 (1844), được sung làm Hữu dực giám đốc, thay quyền Đô thống Mãn Châu Chính Lam kỳ.
Năm thứ 25 (1845), tháng 2, nhậm Tương Hoàng kỳ Lĩnh thị vệ Nội đại thần.
Năm thứ 26 (1846), tháng 5, điều làm Chính Bạch kỳ Lĩnh thị vệ Nội đại thần.
Năm thứ 30 (1850), làm Đô thống Mông Cổ Tương Hoàng kỳ. Tháng giêng, Đạo Quang Đế giá băng, Tăng Cách Lâm Thấm là một trong 10 Cố mệnh đại thần. Tháng 9, được mệnh đi huyện Mật Vân tiễu phỉ, thụ chức Tả dực giám đốc. Tháng 12, nhờ công được thưởng Tứ Đoàn Long bổ phục (còn gọi là bổ quái, tức áo khoác ngắn) rồi cho phép mặc.
Năm Hàm Phong nguyên niên (1851), nhiệm Ngự tiền đại thần, thự chức Loan nghi vệ sự. Từng xin dừng ra quân trấn áp nông dân chống lại việc nộp tô.
Năm thứ 2 (1852), dâng thư xin bắt những kẻ cầm đầu nông dân chống lại việc nộp tô là bọn Ngô Thái Bảo vào ngục. Chủ trì tang lễ của Đạo Quang Đế, làm việc cung kính cẩn thận, được thưởng 3 cấp.
Nhìn chung, Tăng Cách Lâm Thấm thường xuyên ra vào cung cấm, được nhiều ân sủng.

### Tiêu diệt quân Bắc Phạt của Thái Bình Thiên Quốc
Tháng 5 năm Hàm Phong thứ 3 (1853), tướng lĩnh Thái Bình Thiên Quốc là bọn Lâm Phượng Tường, Lý Khai Phương tiến hành bắc phạt, triều đình mệnh Tăng Cách Lâm Thấm cùng bọn Tả đô Ngự sử Hoa Sa Nạp đốc trách tuần phòng kinh sư. Tháng 8, quân đội của Khâm sai đại thần Nột Nhĩ Kinh Ngạch tan chạy khỏi Lâm Minh Quan, kinh sư chấn động. Có chiếu thụ Huệ Thân vương Miên Du làm Đại Tướng quân, Tăng Cách Lâm Thấm làm Tham tán Đại thần.
Tháng 9, Hàm Phong Đế đích thân đến cung Càn Thanh trao chức Quan phòng (tức là sắp đặt phòng vệ Tử Kinh Quan ), ban Nạp Khố Tố Quang đao (Ngự đao của Thanh Thái Tổ), mệnh cho ông suất quân đi trú phòng Trác Châu. Tháng 10, quân Thái Bình hạ được Tĩnh Hải, dòm ngó Thiên Tân. Quan quân tiến đến Vĩnh Thanh, rồi đến Vương Gia Khẩu. Quân Thái Bình không thể tiến lên, đành dừng lại ở Độc Lưu Trấn.
Tháng giêng năm thứ 4 (1854), Tăng Cách Lâm Thấm hội quân với Khâm sai đại thần Thắng Bảo, nhân đêm tối vượt hào đốt lũy, nghĩa quân chạy về phía Tây Nam, đến phía Nam Tử Nha Trấn thì bị bắt kịp. Đôi bên giao chiến, quan quân giết được rất nhiều nghĩa quân, ông được ban hiệu Bác Đa La (có nghĩa là nước chảy xiết) Ba Đồ Lỗ. Tiếp đó liên tiếp đánh bại nghĩa quân ở thôn Thúc Thành thuộc Hà Gian, Đan Gia Kiều thuộc huyện Hiến, Phú Trang Dịch thuộc Giao Hà. Nghĩa quân chiếm cứ huyện Phụ Thành, lập đồn ở khắp các thôn, bảo trong huyện. Tăng Cách Lâm Thấm cùng Thắng Bảo soái các cánh quân của bọn Phó Đô thống Đạt Hồng A, Thị lang Thụy Lân, Tướng quân Thiện Lộc vây đánh, hủy các đồn Đôi Thôn, Liên Thôn, Đỗ Trường của nghĩa quân, tướng Thái Bình là Cát Văn Nguyên bị pháo bắn chết.
Quan quân vây đồn cả tháng không hạ được, nghĩa quân từ huyện Phong thuộc Giang Bắc vượt sông đi Sơn Đông, xâm phạm Trực Lệ, muốn lôi kéo đại quân, Thắng Bảo cùng Thiện Lộc trước sau chia quân đón tiễu. Có chiếu đòi Tăng Cách Lâm Thấm đánh gấp Phụ Thành, vì thế cho đào hào sâu, dựng lũy dài vây khốn nghĩa quân. Tháng 4, nghĩa quân đột vây chạy đến Đông Liên Trấn. Liên Trấn chia làm 2 trấn đông – tây, được ngăn cách bởi Vận Hà. Tăng Cách Lâm Thấm tự soái Tây Lăng A đóng đồn Hà Đông, lệnh Thác Minh A đóng đồn Hà Tây, riêng sai kỵ binh chẹn giữ Tang Viên. Gặp lúc Thắng Bảo lui quân từ Sơn Đông về hợp vây Liên Trấn.
Tháng 5, Lý Khai Phương đưa hơn 2000 kỵ binh đột vây, Thắng Bảo đuổi theo, vây chặt nghĩa quân ở Cao Đường Châu. Có chiếu trách Tăng Cách Lâm Thấm phòng bị sơ sài, đòi ông đánh gấp Liên Trấn để chuộc tội. Gặp lúc trời mưa, nước sông dâng lên, nghĩa quân ở nơi cao, quan quân ở chỗ thấp, thế rất nguy. Vì thế các tướng Thanh bàn nhau mở hào đắp đê, dẫn nước rót vào trấn. Đê làm xong, thế nước rất lớn, nghĩa quân mấy lần muốn đánh ra, đều bị đẩy lui trở vào.
Tháng 9, các thôn, trang lân cận đều bị thu phục, nghĩa quân cạn lương. Tháng 12, tướng Thái Bình là kiểm điểm Hoàng mỗ bị giết, Chiêm Khải Luân ra hàng, Tây Liên Trấn bị thiêu hủy.
Tháng giêng năm thứ 5 (1855), tường gỗ của Đông Liên Trấn bị phá, nghĩa quân liều chết xông ra, bị diệt sạch, chủ tướng Lâm Phượng Tường bị bắt, giải về Kinh sư làm tội. Bộ hạ của Tăng Cách Lâm Thấm diệt sạch nghĩa quân, ông được phong làm Bác Đa Lặc Cát Đài Thân vương, thăng con trai là Nhị đẳng Thị vệ Bá Ngạn Nột Mô Hỗ hành tẩu tại Ngự tiền, có sắc dời quân đến Cao Đường Châu làm Đốc biện quân vụ.
Trước đó, Thắng Bảo vây đánh Cao Đường Châu đã lâu mà không hạ được, có mật chiếu cho Tăng Cách Lâm Thấm tra xét. Ông đến nơi, lập tức đàn hặc mà bãi chức Thắng Bảo. Đại quân mới đến, còn chưa sắp đặt xong, nghĩa quân nhân đêm tối thừa cơ đột vây, Tăng Cách Lâm Thấm tự soái 500 kỵ binh đuổi theo, vây chặt quân Thái Bình ở đồn Phùng Quan thuộc huyện Trì Bình. Quan quân hội họp tấn công, 4 mặt pháo kích, nghĩa quân đào 3 vòng hào, khoét hang giấu mình, đục lỗ dò xét. Quan quân xông vào bị thương vong rất nhiều, lại dùng thủy công, gánh đất đắp máng, dẫn nước sông Đồ Hãi rót vào đồn. Nghĩa quân nhiều lần xông ra, đều bị đẩy lui. Tháng 4, nghĩa quân bị chìm trong nước, nối nhau ra hàng, ông bắt được tướng lĩnh Lý Khai Phương cùng đồ đảng là bọn Hoàng Ý Đoan cả thảy tám người, giải về Kinh sư làm tội.
Bình xong quân Bắc phạt của Thái Bình Thiên Quốc, Hàm Phong Đế mừng lắm, gia ân cho Tăng Cách Lâm Thấm được thế tập Thân vương võng thế.
Tháng 5, ông xin rút quân về kinh, Đế ngự ở Dưỡng Tâm điện, làm lễ Bão Kiến, ban Triều châu cùng Tứ Đoàn Long bổ quái. Lại ngự ở cung Càn Thanh, cung kính trả lại chức vụ Tham tán đại thần Quan phòng, đặt tiệc ở Cần Chính điện, tướng sĩ tòng chinh, đại thần văn võ đều tham dự.
Ông nhờ diệt được danh tướng Thái Bình là bọn Lâm Phượng Tường, Lý Khai Phương mà uy danh vang dội cả nước.

### Tham gia chiến tranh Nha phiến lần thứ 2
Khi ấy người Anh gây hấn tại đông bộ Quảng Đông, triều đình mệnh Tây Lăng A đưa quân chi viện Hồ Bắc, còn Tăng Cách Lâm Thấm ở lại Kinh sư.
Năm thứ 6 (1856), mẹ mất, để tang trăm ngày; được điều làm Chính Hoàng kỳ Lĩnh thị vệ Nội đại thần.
Tháng 4 năm thứ 7 (1857), thuyền chiến Anh đến hải khấu Thiên Tân, Tăng Cách Lâm Thấm được mệnh làm Khâm sai đại thần, Đốc biện quân vụ, trú ở Thông Châu; Thác Minh A đóng đồn Dương Thôn, Đốc tiền lộ. Quân Thanh được gọi đến vội vã, chưa thể tập hợp, quân Anh đã chiếm được pháo đài của hải khẩu, nhanh chóng tiến vào Nội Hà. Triều đình bàn rằng một mặt tháo nước Nam – Bắc Vận Hà để ngăn trở đường bộ, một mặt phái Đại thần Quế Lương, Hoa Sa Nạp đi Thiên Tân nghị hòa.
Tháng 5, hòa nghị tạm xong, quân Anh lui. Còn nhiều chỗ khúc mắc nên bọn Quế Lương phải đến Thượng Hải bàn tiếp, vì thế triều đình muốn tổ chức phòng vệ biển, mệnh cho ông đi Thiên Tân, tra xét việc xây pháo đài Song Cảng, Đại Cô, tăng cường thủy quân; lấy Thụy Lân làm Trực Lệ Tổng đốc, cùng Tăng Cách Lâm Thấm làm việc. Ông tâu xin lấy Đề đốc mỗi năm vào tháng 2 và tháng 10 đến ở Đại Cô; từ Thiên Tân đến hải khẩu Sơn Hải Quan, các pháo đài Bắc Đường, Lô Đài, Giản Hà Khẩu, Bồ Hà Khẩu, Tần Hoàng Đảo, Thạch Hà Khẩu đều nhất loạt tu sửa.
Năm thứ 9 (1859), bọn Quế Lương tại Thượng Hải nghị hòa thất bại. Tháng 5, chiến thuyền Anh, Pháp xâm phạm Thiên Tân, phá hủy công cụ phòng vệ hải khẩu, tiến đến Kê Tâm Than, bắn phá pháo đài, đề đốc Sử Vinh Xuân bị pháo bắn chết. Quân Anh, Pháp lên bờ, Tăng Cách Lâm Thấm đốc quân ra sức chiến đấu, đánh lui được, hủy đi 13 cỗ chiến thuyền tiến vào Nội Hà. Mấy ngày sau, quân Anh, Pháp bỏ đi.
Tháng 6, hơn trăm cỗ chiến thuyền 4 nước Anh, Pháp, Nga, Mỹ lại đến xâm phạm, biết Đại Cô phòng ngự nghiêm ngặt kiên cố, nên lên bờ ở Bắc Đường, quân Thanh không địch nổi. Quân 4 nước chia vạn mã bộ đánh Tân Hà, thành Quân Lương , tiến hạ được Đường Nhân Cô. Tăng Cách Lâm Thấm chẹn giữ 2 bờ Đại Cô, ở hữu ngạn nghênh chiến thất bại, để mất pháo đài, Đề đốc Nhạc Thiện tử trận. Ông lui về giữ Thông Châu, bị tước đi Tam nhãn hoa linh và lột chức Lĩnh thị vệ Nội đại thần cùng Đô thống. Triều đình thay đại thần nghị hòa, vẫn không có kết quả. Quân 4 nước mỗi ngày mỗi tiến, quân Thanh đón đánh, bắt được Ba Hạ Lễ (Sir Harry Smith Parkes, 1828 – 1885), giải về Kinh sư. Đôi bên giao chiến ở cầu Bát Lý, Thông Châu, quân Thanh thua chạy. Thụy Lân lại thua ở ngoài cửa An Định, liên quân tiến vào Bắc Kinh. Hàm Phong Đế chạy ra Nhiệt Hà, vườn Viên Minh viên bị hủy, có chiếu lột hết chức, tước của Tăng Cách Lâm Thấm, vẫn giữ lại làm Khâm sai đại thần.

### Tiễu bình khởi nghĩa ở Giang Bắc

#### Tiễu bình khởi nghĩa Bạch Liên giáo
Năm Hàm Phong thứ 10 (1860), Tống Thiệu Minh lĩnh đạo mấy ngàn giáo đồ Bạch Liên giáo nổi dậy ở huyện Trâu, giết quan lại, ông lệnh cho Quốc Thụy, Tây Lăng A đi dẹp tan.
Năm thứ 11 (1861), thủ lĩnh Tống Kế Minh nổi dậy ở núi Phượng Hoàng thuộc Tây Sung, lệnh Quốc Thụy, Đức Lăng Ngạch đánh dẹp, tại vùng ven phá được đồn trại của nghĩa quân, Kế Minh trốn chạy rồi xin hàng.
Tháng 6 năm Đồng Trị nguyên niên (1861), Tăng Cách Lâm Thấm tiến đánh Kim Lâu Trại thuộc Thương Khâu. Thủ lĩnh Bạch Liên giáo là Hác Diêu Thị cùng Kim Minh Đình chiếm cứ Kim Lâu đã lâu, bộ hạ là bọn Vưu Bổn Lập, Thường Lập Thân rất hung hãn, quan quân nhiều lần tấn công vẫn không dẹp được. Ông trước tiên dùng kế ly gián, khiến Thường Lập Thân giết Kim Minh Đình. Quan quân tiến đánh, bọn du kích Hứa Đắc làm nội ứng, giết Hác Diêu Thị cùng hai con trai, Thường Lập Thân, Vưu Bổn Lập, Dương Ngọc Thông chịu trói, nghĩa quân bị diệt sạch, trại bị san bằng. Quan quân thừa thế phá nghĩa quân ở Hình Gia Vu, Ngô Gia Miếu, Doanh Khuếch Tập, tiền quân tiến thẳng vào nội địa Bạc Châu. Tăng Cách Lâm Thấm đến trú ở Hạ Ấp, có chiếu mệnh làm Thống hạt Sơn Đông, Hà Nam quân vụ, hợp với Trực Lệ, Sơn Tây là 4 tỉnh, Thống binh các cấp đốc, phủ, đề, trấn ở các tỉnh này đều chịu sự tiết chế của ông.
Năm thứ 2 (1863), Tăng Cách Lâm Thấm dẹp xong Lưu Đức Bồi, tiến đánh huyện Trâu, thủ lĩnh Tống Kế Minh khi hàng khi phản, lúc này có hơn 2 vạn quân, cậy hiểm kháng cự. Ông lệnh Tổng binh Trần Quốc Thụy (sau trận đánh ở núi Phượng Hoàng, Quốc Thụy xin về quê, đổi lại họ Trần), Quách Bảo Xương đánh mạnh, phá được sơn trại của ông ta. Tống Kế Minh chạy đến Hồng Sơn, tử thủ một tháng, hết lương muốn trốn, Tăng Cách Lâm Thấm lệnh bọn Thư Thông Ngạch đặt mai phục dưới chân núi, Trần Quốc Thụy đánh lên phía bắc núi, đốt trại nghĩa quân, giết được quá nửa. Nghĩa quân chạy xuống núi, lọt vào ổ mai phục, quan quân bắt được thủ lĩnh Lý Cửu, thây Tống Kế Minh cùng gia thuộc của ông ta. Ông để Quốc Thụy ở lại, lùng bắt tàn dư nghĩa quân.

#### Tiễu bình các lực lượng khác
Năm Đồng Trị thứ 2 (1863), sau khi giết được Đại thủ lĩnh Trương Lạc Hành của quân Niệp, Tăng Cách Lâm Thấm rút quân về, lệnh Hằng Linh, Tô Khắc Kim đi giao giới Trực Lệ, Sơn Đông, hội tiễu các cánh quân Niệp ở phía bắc đang cấu kết với giáo, hội các nơi quấy nhiễu, tự mình đi đánh Lưu Đức Bồi ở Truy Xuyên thuộc Tứ Xuyên . Tháng 6, ông hạ được Truy Xuyên, Đức Bồi trốn vào Đại Bạch Sơn, bắt chém hắn ta. Ngay hôm ấy, lệnh Trần Quốc Thụy đi An Huy tiễu Miêu Bái Lâm.
Miêu Bái Lâm nổi dậy ở Hoài Bắc, quan quân An Huy không chế ngự nổi. Trần Quốc Thụy liên tiếp chiến thắng, tháng 10, đại quân tiến đến Bạc Châu, liên tiếp hạ được Tương Tập, Dương Gia Trại. Tăng Cách Lâm Thấm cùng Trần Quốc Thụy hợp công, cắt đứt nguồn tiếp ứng lương thực, phá Thái Gia Vu, lũy của nghĩa quân hai bên bờ sông Hoài đều không còn. Bái Lâm trong đêm vượt hào chạy trốn, bị bộ hạ giết chết, tổng binh Vương Vạn Thanh chém đầu dâng lên, bọn thủ lĩnh Miêu Cảnh Khai cũng bị làm tội. Ít lâu sau quan quân phá Tây Dương Tập, bắt bọn thủ lĩnh Cát Xuân Nguyên, bình định xong các đồn, trại ở Toánh Châu, Bạc Châu, Thọ Châu, đồng bằng sông Hoài dần được yên.

#### Tiễu bình quân Niệp

##### Thời Hàm Phong
Tháng 9 năm Hàm Phong thứ 10 (1860), nghị hòa xong, triều đình mệnh cho Tăng Cách Lâm Thấm rút tàn quân, gọi gấp đến Hành tại; chưa lên đường, gặp lúc dân đói ở Kỳ Nam  khởi nghĩa, quân Niệp ở Sơn Đông hoành hành, nên khôi phục Quận vương tước cho ông, cùng Thụy Lân đi tiễu. Quân đến Hà Gian, những người nổi dậy phần nhiều đã giải tán. Có chiếu đòi ông đến Tế Ninh, Duyện Châu làm Đốc sư.
Tháng 11, đến Tế Ninh, quân Niệp phân tán bỏ trốn. Tăng Cách Lâm Thấm dâng sớ trình bày việc quân, cho rằng quan quân ở bắc, quân Thái Bình ở nam, quân Niệp ở giữa; quân Thái Bình đã suy yếu sau khi Bắc phạt thất bại, quân Niệp mới thua nên phân tán khó diệt trọn; đề xuất tiễu quân Thái Bình trước rồi mới đến quân Niệp. Ít lâu sau quân Niệp từ phía bắc Từ Châu xông ra, ông đón đánh ở Dương Sơn thuộc huyện Cự Dã, đích thân soái Tây Lăng A, Quốc Thụy đảm nhận Kỳ Đông, Thụy Lân cùng phó đô thống Cách Banh Ngạch đảm nhận Kỳ Tây, giết nghĩa quân rất nhiều, nhưng Cách Banh Ngạch tử trận. Thụy Lân bị thương lui chạy, Tăng Cách Lâm Thấm hặc lên bãi chức ông ta, tiến cử Tây Lăng A, Quốc Thụy làm Bang biện quân vụ. Lại hặc Đoàn luyện đại thần Đỗ Kiều không thể chống giặc, trong việc cung ứng thì nhũng nhiễu dân lành, bãi nhiệm ông ta, quân Đoàn luyện quy về cho Tuần phủ đốc biện.
Năm thứ 11 (1861), quân Niệp lại nổi dậy, Tăng Cách Lâm Thấm soái chư tướng từ Kim Hương đón tiễu. Gặp nghĩa quân ở Lý Gia Trang thuộc Hà Trạch, quan quân thất bại, Sát Cáp Nhĩ tổng quản Y Thập Vượng Bố tử trận, ông lui về Đường Gia Khẩu.
Tháng 2, lệnh Tây Lăng A đi gấp Vấn Thượng, gặp lúc đô thống Y Hưng Ngạch, tổng binh Đằng Gia Thắng truy kích nghĩa quân đến Dương Liễu Tập, thua trận bị giết. Tăng Cách Lâm Thấm tự đến Vấn Thượng, lệnh Tây Lăng A về giữ Tế Ninh. Nghĩa quân từ Sa Câu vượt Vận Hà, chiếm cứ chung quanh Đông Bình, Vấn Thượng. Đức Lăng Ngạch đuổi đánh ở bờ bắc Tiểu Vận Hà, phá được, nghĩa quân theo đường thủy chạy về phía đông.
Tháng 4, lệnh Thư Thông Ngạch tiến tiễu, giải vây huyện Đằng. Đức Lăng Ngạch hạ được Sa Câu Doanh, Lâm Thành Dịch, nghĩa quân chia 2 đường bỏ chạy. Quân Niệp tiến vào nội địa Tào Châu, cấu kết với Trương Thương hội quấy nhiễu Vận Thành, Cự Dã, ông lệnh tri phủ Triệu Khang Hầu tập hợp Hương đoàn các huyện chống lại.
Tháng 6, Tăng Cách Lâm Thấm tự đến Tào Châu tiễu Trương Thương hội, liên tiếp phá được An Lăng Tập thuộc huyện Tào, Điền Đàm thuộc Bộc Châu, bắt bọn thủ lĩnh Lý Xán Tường, Trần Hoài Ngũ.
Tháng 8, quận Niệp vượt Vận Hà, xâm phạm Thái An, Tế Nam. Ông soái đại quân đuổi nà, đánh bại họ ở Tôn Gia Trấn, nghĩa quân chạy đi Thanh Châu.
Tháng 9, Tăng Cách Lâm Thấm tập kích nghĩa quân ở phía nam huyện Lâm Cù, men các thành đến Nghi Thủy; quân Niệp ngăn sông chống lại, ông chia quân ra đánh, đuổi kịp ở Lan Khế Trấn thuộc Lan Sơn mà diệt sạch. Nghe tin báo tiệp, triều đình cho Tăng Cách Lâm Thấm phục chức Ngự tiền đại thần, thưởng lại dây cương vàng, thụ Chánh Hồng kỳ Hán quân đô thống, quản lý Phụng Thần uyển. Đồng Trị đế lên ngôi, đặc chiếu khen ngợi ông cần lao, phục tước Bác Đa Lặc Cát Đài thân vương.
Mùa đông năm ấy, quan quân hội họp cùng dẹp Tào Quận, phá được nghĩa quân ở Hồng Xuyên Khẩu thuộc Bộc Châu, lùng giết không tha. Tăng Cách Lâm Thấm phá hủy Lưu Gia Kiều, Quách Gia Đường, để tránh nghĩa quân dùng làm sào huyệt; lại phá chùa Đại Trương thuộc Định Đào, rồi quay về huyện Phạm. Bọn Tây Lăng A đánh bại quân trong nội địa Cự Dã, nghĩa quân ở Định Đào nghe tin bỏ trốn. Thủ lĩnh Quách Bỉnh Quân từ Hà Tây đến xâm phạm, quan quân liên tiếp đánh bại nghĩa quân từ Thôi Gia Bá đến bờ nam Hoàng Hà, dẹp yên Tào Quận.

##### Thời Đồng Trị

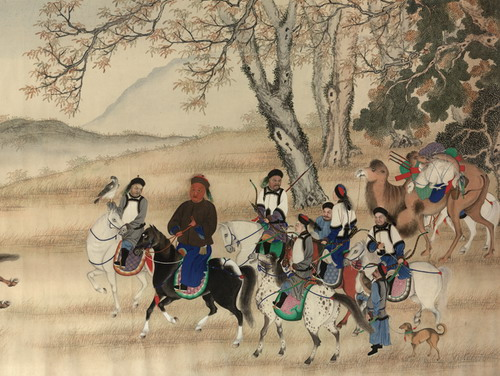
Tranh mô tả cảnh Tăng Cách Lâm Thấm đi săn

Tháng giêng năm Đồng Trị đầu tiên (1862), hơn 2 vạn quân Niệp từ huyện Phong thuộc Giang Bắc xâm phạm Kim Hương, Ngư Đài, Tăng Cách Lâm Thấm lệnh cho Tô Khắc Kim đánh đuổi được.
Tháng 2, thủ lĩnh Trương Lạc Hành hợp với Trường Thương hội đi về phía tây, thế rất mạnh. Ông soái kỵ binh đuổi đến Hứa Cương thuộc huyện Kỷ, Hà Nam, nghĩa quân bày trận dàn ngang hơn 10 dặm, bọn Tô Khắc Kim hăng hái chiến đấu, giết được hơn 2000 nghĩa quân. Quân Niệp từ phía tây đến giúp, quan quân Hà Nam cũng đến hội tiễu. Quan quân Hà Nam đóng chặt cửa thành mà giữ, liên tiếp mấy ngày nghĩa quân đánh thành dữ dội. Tăng Cách Lâm Thấm cho kỵ binh nép ở bên hào chờ đối phương trễ nải, trong thành bất ngờ thả kỵ binh mạnh xông vào trận địa của nghĩa quân, ông cũng cho quân giáp kích, phá hủy doanh trại nghĩa quân, chém hơn ngàn thủ cấp. Qua hôm sau Dư Tế Xương đưa quân đến, cùng Tô Khắc Kim hợp kích, xẻ nghĩa quân làm hai. Quan quân nhắm vào một cánh mà đánh, nghĩa quân mấy lần đến cứu đều bị đẩy lui, nên nhân đêm tối bỏ trốn. Ba lộ quan quân hợp tiễu, giết hơn vạn nghĩa quân. Được tin thắng trận, triều đình ban đặc chiếu khen ngợi. Tăng Cách Lâm Thấm đốc soái chư tướng đuổi theo, phá được nghĩa quân ở phía đông Úy Thị. Nghĩa quân chiếm cứ trại dân cố thủ, quan quân vây đánh, thả lỏng mặt đông để dụ nghĩa quân chạy ra, đến Phàn Gia Lâu thì diệt sạch.
Tháng 5, ông được bổ làm Chánh Hoàng kỳ lĩnh thị vệ nội đại thần. Người hội Trường Thương là Đổng Trí Tín chạy đến Đông Minh, Tô Khắc Kim đuổi tiễu, nhận hàng. Doanh tổng Phú Hòa phá được sào huyệt của quân Niệp ở Thản Đầu Tập, chiêu dụ vài mươi trại. Hằng Linh phá Tiêu Quế Xương ở Tào Châu, Quế Xương xin hàng nhưng vẫn bị làm tội.
Tháng 8, Tăng Cách Lâm Thấm lệnh bọn Hằng Linh, Trác Minh A đuổi đánh quân Niệp của Khương Đài Lăng đến Bác Vọng Dịch thuộc Dụ Châu, đại phá nghĩa quân, tàn dư trốn vào trong núi. Còn bọn Cổ Lý Thành, Triệu Hạo Nhiên nhân lúc quan quân đi về phía tây, họp quân quấy nhiễu Vĩnh Thành, rồi từ phía bắc Nãng Sơn mà đi. Phó đô thống Sắc Nhĩ Đồ Hỷ đuổi theo đến đồn La Gia thuộc Ngư Đài thì thua trận. Ông vội gọi bọn Hằng Linh về giúp, đích thân đốc quân giao chiến ở động Mãn Gia thuộc Cự Dã. Tăng Cách Lâm Thấm lệnh cho kỵ binh dụ nghĩa quân vào sâu, rồi quay lại đánh. Hằng Linh, Quốc Thụy chia nhau giáp kích, giết mấy ngàn nghĩa quân. Tiếp đó quan quân lại thắng trận ở Tử Sơn Tập, nghĩa quân chạy về phía đông nam.
Tháng 9, ông đánh Lư Miếu, lệnh Hằng Linh, Quốc Thụy đánh Hình Đại Trang cùng Trương Đại Trang. Thủ lĩnh Lý Đình Ngạn thấy thế gấp, xin hàng, bị dụ ra mà làm tội. Các thủ lĩnh nghĩa quân nối nhau ra hàng, chỉ có Tôn Thái Lan ở Tôn Lão Trang là không chịu. Tăng Cách Lâm Thấm dùng hàng quân làm hướng đạo, bắt chém Thái Lan, các trại khác đều hạ được. Thủ lĩnh Tống Hỷ Nguyên ở đông bộ Bạc Châu cùng Tô Thiên Bách giết hại lẫn nhau, các trại Vương Đại Trang, Lưu Đại Trang ra hàng quan quân, Bạc Bắc được yên.
Tháng giêng năm thứ 2 (1863), Tăng Cách Lâm Thấm tiễu bình các nơi Mã Lâm Kiều, Đường Gia Trại, Trương Gia Ngõa Phòng, Mạnh Gia Lâu, Đồng Câu Tập, các thủ lĩnh Ngụy Hỷ Nguyên, Tô Thiên Tài, Triệu Hạo Nhiên, Lý Đại Cá Tử, Điền Hiện, Lý Thành hoặc hàng hoặc trốn. Bọn Tôn Sửu, Lưu Đại, Lưu Nhị, Dương Nhị từ phía tây Lộc Ấp, ông lệnh bọn Thư Thông Ngạch, Tô Khắc Kim đuổi theo, giao chiến ở Ngụy Kiều, giết được rất nhiều. Đại thủ lĩnh Trương Lạc Hành muốn từ Túc Châu đi Từ Châu, bị tri châu Anh Hàn ngăn trở, lại nghe tin quân Niệp ở phía tây thất bại, bèn lui về sào huyệt cũ là Trĩ Hà Tập.
Doãn Gia Câu, Bạch Long Miếu cùng Trĩ Hà Tập tạo thành thế ỷ giốc, tháng 2, lệnh bọn Thư Thông Ngạch tiến đánh Doãn Gia Câu, đánh tan nghĩa quân ở đây, rồi tấn công Trĩ Hà Tập. Lạc Hành chạy trốn trong đêm, quan quân đuổi đến bờ bắc sông Phì thì kịp, giết hơn ngàn nghĩa quân, bắt chém bọn thủ lĩnh Hàn Tứ Vạn. Do quân Niệp thường trốn tránh ở các trang, trại, Tăng Cách Lâm Thấm chia quân đóng giữ. Thủ lĩnh Lý Cần Bang ở Tây Dương Trại đầu hàng, dụ bắt Lạc Hành cùng con trai là Trương Hí dâng lên, ông cho phanh thây bọn họ. Trương Lạc Hành nổi dậy đã được 10 năm, đến nay bị hại, triều đình ban chiếu khen ngợi Tăng Cách Lâm Thấm mưu dũng kiêm bị, gia ân lại được thế tập Thân vương võng thế, được mặc Chương phục như trước. Sau khi bình định Miêu Bái Lâm ở Hoài Bắc, ông lệnh Tô Khắc Kim soái kỵ binh đi Hà Nam hội tiễu cháu của Trương Lạc Hành là Trương Tông Vũ.
Mùa xuân năm thứ 3 (1864), quân Thái Bình và quân Niệp liên kết, cùng Trương Tông Vũ mưu tính tiến xuống phía nam, giúp nghĩa quân đang vây Giang Ninh. Tăng Cách Lâm Thấm bèn đốc quân đi Hứa Châu, tiến đến Nam Dương cùng quan quân ở Hà Nam, Hồ Bắc hội tiễu, chặn phá nghĩa quân ở khoảng Tín Dương, Ứng Sơn, Vân Dương.
Tháng 6, quan quân giành lại Giang Ninh, khao thưởng quân đội các nơi, có chiếu gia cho con trai của ông là Bá Ngạn Nột Mô Hỗ thụ phong Bối lặc; khen ngợi kỵ binh Mông Cổ đắc lực, mệnh chọn người tiến cử lên triều đình, ban cho binh đinh 1 vạn lượng bạc.
Tháng 7, quân Thái Bình và quân Niệp tụ họp ở Ma Thành, Tăng Cách Lâm Thấm lệnh bọn Tô Khắc Kim, Trương Diệu, Anh Hàn chia đường tiến đánh, phá được vài mươi lũy của nghĩa quân. Thủ lĩnh quân Niệp là Trần Đắc Tài đưa vạn quân đến đánh, giao chiến ở Hồng Thạch Yển. Tô Khắc Kim ra sức chiến đấu, giết nghĩa quân rất nhiều, nhưng trúng nắng mà chết, nên lấy Thành Bảo thay thế. Nghĩa quân chạy đến Mẫn Gia Tập về phía nam trong nội địa Ma Thành, kết lũy cố thủ, Thành Bảo đánh phá được. Tổng binh Quách Bảo Xương hạ được Thái Gia Phán, nghĩa quân chạy đi Quang Sơn, La Sơn thuộc Hà Nam. Ông tự đốc kỵ binh đuổi theo, giao chiến ở Tiêu Gia Hà. Nghĩa quân được tăng viên, lại thêm đường sá chật hẹp, kỵ binh Mông Cổ gặp bất lợi, quan quân thất bại, bọn tướng lĩnh Thư Thông Ngạch 12 người tử trận.
Tháng 8, giao chiến ở Liễu Lâm Trại thuộc Quang Sơn, quan quân rơi vào ổ mai phục, lui theo đường thủy, tổng binh Ba Dương A tử trận. Tháng 9, Trương Tông Vũ đi về phía đông, cùng nghĩa quân ở Thượng Ba Hà, Kỳ Châu liên kết, chiếm cứ Phong Hỏa Sơn, Tăng Cách Lâm Thấm cùng quan quân Hồ Bắc tiến tiễu, liên tiếp thắng trận. Nghĩa quân tiến vào nội địa An Huy, chia nhau đi Tiềm Sơn, Thái Hồ, Anh Sơn.
Tháng 10, ông liên tiếp phá được nghĩa quân ở Thổ Mạc Hà, Nhạc Nhân Lĩnh, Đào Gia Hà. Thủ lĩnh Hoàng Trung Dung đưa ngàn người đến hàng, Tăng Cách Lâm Thấm đuổi theo đến Hắc Thạch Độ, lệnh Hoàng Trung Dung làm tiền phong, tập kích doanh trại của nghĩa quân. Đại quân kéo đến, cắt nghĩa quân làm 2 đoạn, bọn thủ lĩnh Ôn Kỳ Ngọc soái hơn 9000 người ném khí giới xin hàng. Ông dò biết nghĩa quân chạy theo 3 đường, nên chia quân đi tiễu, thủ lĩnh quân Niệp là Mã Dung Hòa đưa 7 vạn người về hàng, nguyện làm tiền phong. Cam Hoài Đức dụ bắt Đoan vương Lam Thành Xuân của quân Thái Bình dâng lên, ông phanh thây Lam Thành Xuân trước cửa quân. Tàn dư nghĩa quân là bọn Uông Truyện Đệ, Ngô Thanh Tuyền, Ngô Thanh Thái, Phạm Lập Xuyên xin hàng, trước sau thu nhận mời mấy vạn người. Trần Đắc Tài cùng đường tự vẫn, chỉ có Trương Tông Vũ, Trần Đại Hí chạy về phía tây đi vào nội địa Hà Nam, Hồ Bắc, tiếp tục chiến đấu.
Tháng 11, Tăng Cách Lâm Thấm đốc quân truy tiễu, đánh bại nghĩa quân trong nội Quang Sơn, tiến đến Tảo Dương. Bọn thủ lĩnh quân Thái Bình là Lại Văn Quang, Khâu Nguyên Tài, bọn thủ lĩnh quân Niệp là Ngưu Lạc Hồng, Nhiệm Trụ, Lý Doãn chiếm cứ Hoàng Sơn Đãng, Dục Sơn, quan quân tiến đánh thất bại, còn Trương Tông Vũ, Trần Đại Hí trong lúc này xâm phạm Phàn Thành. Đại quân đuổi theo đến Đường Pha thuộc Đặng Châu, rơi vào ổ mai phục, thương vong rất nhiều, ông lui về Nam Dương.
Tháng 12, nghĩa quân từ Nam Triệu, Lỗ Sơn đi chiếm cứ Trương Bát Kiều thuộc Bảo Phong. Đại quân tiến đến, Tăng Cách Lâm Thấm lệnh Quách Bảo Xương, Hà Kiến Ngao chia 2 lộ nam - bắc, Hằng Linh, Thành Bảo đưa kỵ binh tiếp ứng. Quân bắc lộ lập doanh trại, nghĩa quân đến đánh, Thành Bảo tập kích phía sau, rồi thừa thắng ép đến gò núi. Quân nam lộ dụ nghĩa quân vào sâu, từ bên sườn thay nhau tiến đánh. Hai lộ quân đắc thắng, hợp lại tiến thẳng đến Trương Bát Kiều. Nghĩa quân trong đêm trốn vào núi, chạy về phía bắc đi Hà, Lạc. Ông đốc quân từ Lạc Dương giữ lấy đường đi Nghi Dương, đóng ở trấn Hàn Thành.
Tháng giêng năm thứ 4 (1865), nghĩa quân rẽ sang phía nam xâm phạm Lỗ Sơn, đại quân đuổi kịp, giao chiến dưới thành. Quan quân rơi vào ổ mai phục, Hằng Linh tử trận. Thư Luân Bảo, Thường Thuận đưa kỵ binh đến tiếp ứng, Trần Quốc Thụy chẹn ngang cầu nên toàn quân mới lui được, nhưng Thư Luân Bảo, Thường Thuận cũng bị thương mà mất. Nghĩa quân đi huyện Diệp, Tương Thành, Trần Quốc Thụy nhân đêm tuyết tập kích, thả lửa đốt địch. Nghĩa quân đi Tân Trịnh, Úy Thị ở phía đông bắc, quan quân đuổi kịp ở Song Khê Hà, bọn Nặc Lâm Phi Lặc đánh đuổi nghĩa quân. Nghĩa quân đi về phía nam, từ Lâm Toánh, Yển Thành quấy nhiễu Tây Bình, cướp bóc đan chúng, rồi xâm phạm Nhữ Ninh.
Tháng 2, Tăng Cách Lâm Thấm tiến đến Nhữ Ninh, nghĩa quân từ huyện Tức, La Sơn đi Tín Dương. Đại quân đến Tín Dương, nghĩa quân lại đi về phía bắc, đuổi đến Xác Sơn, bộ binh của bọn Trần Quốc Thụy cũng đến, ông lệnh cho họ cùng Toàn Thuận, Hà Kiến Ngao, Thường Tinh A, Thành Bảo mấy lộ hợp kích. Quách Bảo Xương đặt mai phục ở cửa núi, Tăng Cách Lâm Thấm lên núi đốc chiến, các lộ nghĩa quân cũng hợp lại, liều chết phản kháng. Trần Quốc Thụy hăng hái chiến đấu, Quách Bảo Xương nổi phục binh xông vào, nghĩa quân đại bại, từ Toại Bình, Tây Bình, Yển Thành, Hứa Châu, Phù Câu chạy thẳng đến Tuy Châu. Quan quân đuổi theo, nghĩa quân lại chạy vào nội địa Sơn Đông, vượt Vận Hà đến Ninh Dương, rẽ sang Khúc Phụ.
Quan quân rong ruổi suốt một tháng trời, ngày đi trăm dặm, cả thảy hơn 3000 dặm, người ngựa mệt mỏi. Từ khi bọn Tô Khắc Kim, Thư Thông Ngạch, Hằng Linh mất đi, chiến tướng đắc lực hiếm hoi. Triều đình đã điều binh tướng Hoài quân, nhưng họ không chịu đến, mà Tăng Cách Lâm Thấm cũng không muốn dùng. Đến nay hành tung của nghĩa quân thoát ẩn thoắt hiện, đi lại trong khoảng Duyện, Nghi, Tào, Tế. Bởi Vấn Thượng cách Vận Thành chỉ một con khúc sông, nghĩa quân trốn lánh ở đấy lên đến mấy vạn. Ông đốc quân tiến đánh, nghĩa quân vừa thua vừa chạy, đến Bắc Cao Trang (còn gọi là Cao Lâu Trại) thuộc Tào Châu, nghĩa quân quay lại đánh trả. Ba lộ quan quân đều thua, lui về một tòa trang viện bỏ hoang. Quan quân bị vây, không có lương thực, vào nửa đêm hỗn chiến đột vây. Trời tối không rõ đường, chạy đến Ngô Gia Điếm thì chỉ còn một nửa số kỵ binh. Ông rút đao chiến đấu, ngã ngựa bị giết. Đó là ngày 24 tháng 4. Nội các Học sĩ Toàn Thuận, Tổng binh Hà Kiến Ngao cũng mất trong trận này.

## Hậu sự
Nghe tin, hai cung chấn động thương tiếc, có chiếu khen ông trung dũng thành tính, xem việc nước như việc nhà, cho tổ chức tang sự theo điển lễ dành cho Thân vương, được hưởng tử tuất. Mệnh Thị vệ chạy trạm đón linh cữu về Kinh, Hoàng đế phụng Hoàng thái hậu hai cung lên điện, ban vàng liệu tang, bái tế ở Trung từ; ở các địa phương đã lập công cho xây dựng Chuyên từ, đưa vào thờ trong Thái miếu, đặt thụy là Trung, vẽ hình treo trên gác Tử Quang. Năm thứ 7 (1868), bình xong Niệp, cho lập một đàn tế. Năm Quang Tự thứ 15 (1889), Từ Hy thái hậu trở lại nắm quyền chính, ban sắc cho xây Chuyên từ ở cửa An Định tại Kinh sư, từ đặt tên là Hiển Trung.
Con là Bá Ngạn Nột Mô Hỗ tập tước Thân vương, cháu nội Na Nhĩ Tô tập phong Bối lặc, cháu nội thứ Ôn Đô Tô phong Phụ quốc công.